# 燧石

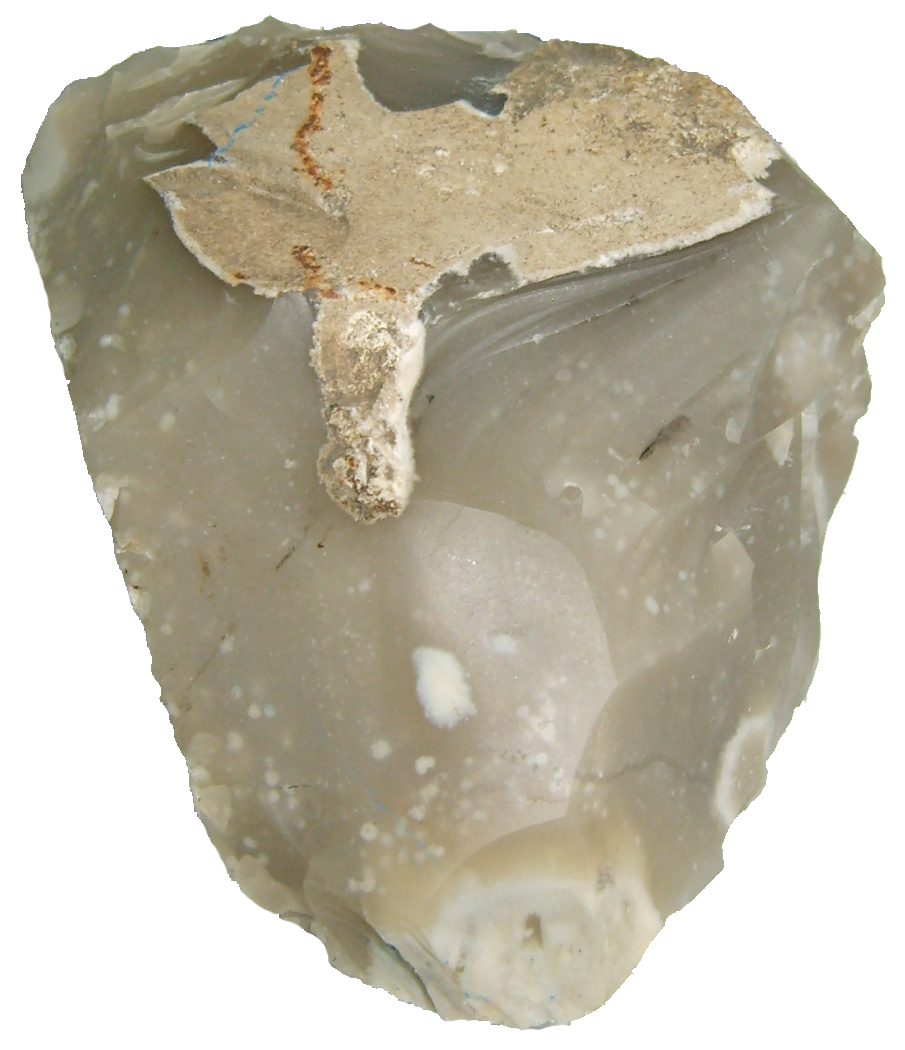
發現於摩爾達維亞高原白堊泥灰森諾曼期岩層的燧石

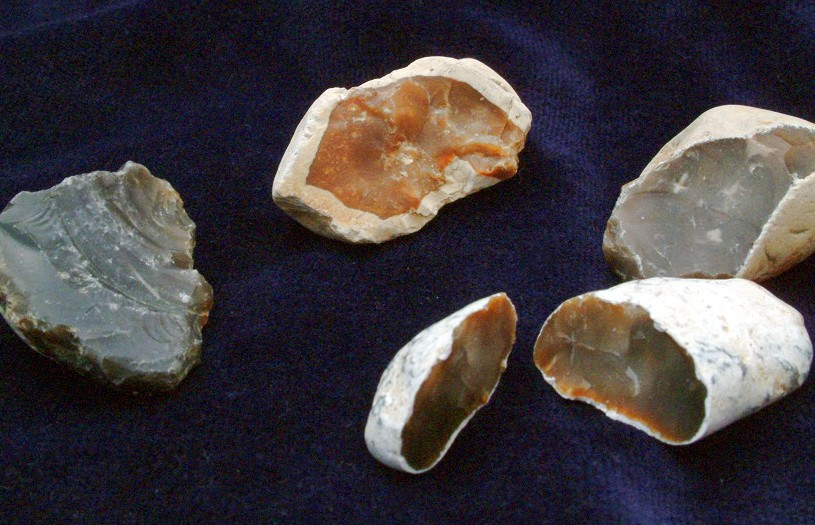
不同的燧石

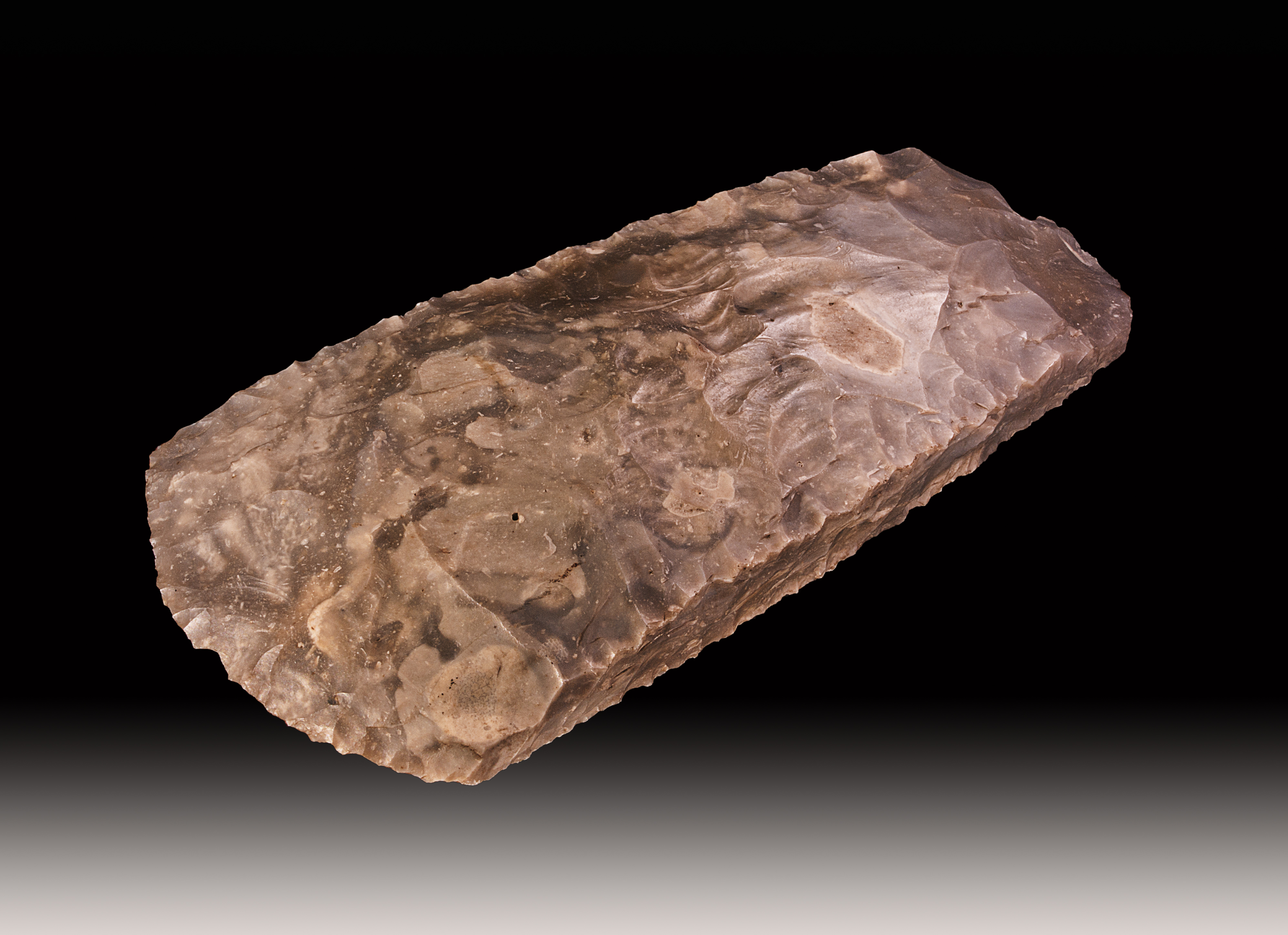
用燧石制造的石斧

燧石俗称火石，是一种比较常见的硅质岩石，主要由隐晶质石英（SiO2）组成，致密、坚硬，多为灰、黑色，敲碎后具有贝壳状断口，根据其存在状态，分为两种类型：
- 层状燧石：多与含磷和含锰的黏土层共生，分层存在，单层厚度不大，但总厚度可达几百公尺，有块状和鲕状的区别。
- 结核状燧石：多产于石灰岩中，有球状、卵状、棒状、盘状、葫芦状、不规则状等结核体，一般只有5-15厘米，大的可达1-2米。

燧石由于坚硬，破碎后产生锋利的断口，所以是最早为石器时代的原始人所青睐，绝大部分石器都是用燧石打击制造的，燧石和铁器击打会产生火花，所以也为古代人用作取火工具，中国古代常用一小块燧石和一把钢制的“火镰”击打取火，所以燧石也叫作火石，燧石槍也是利用扳机击打火石引发火药的。现代利用燧石的坚硬性质，将燧石作为研磨的原料。

## 产生
燧石的确切形成方式尚不清楚，但人们认为它是成岩过程中沉积岩被压缩而发生化学变化的结果。一种假设是凝胶状物质填充沉积物中的空腔，例如甲壳类动物或软体动物钻的孔，并导致硅化。这个假设肯定可以解释所发现的燧石结核的复杂形状。多孔介质中溶解二氧化硅的来源可能是硅质海绵（demosponges）的针状体。某些类型的燧石，例如来自英格兰南海岸的燧石及其在英吉利海峡法国一侧的燧石，含有海洋植物化石。

## 外部連結
- Flint Architecture of East Anglia （页面存档备份，存于） Book by Stephen Hart
- Flintsource.net European Artefacts - detailed site （页面存档备份，存于）
- Flint circles and paramoudra - Beeston Bump （页面存档备份，存于）
- Paramoudras and flint circles photograph collection
- Winchester Cathedral Close
- Flint and the Conservation of Flint Buildings （页面存档备份，存于） Introduction to the historical use of flint in construction and the repair and conservation of historic flint buildings